# Moraleja del Vino
Moraleja del Vino (leóni nyelven Moraleya del Vinu) település Spanyolországban,  Zamora tartományban.  Lakosainak száma 1806 fő (2024).

## Népesség
A település népessége az utóbbi években az alábbiak szerint változott:
| Lakosok száma | 1307 | 1315 | 1390 | 1525 | 1654 | 1688 | 1716 | 1721 | 1756 | 1806 |
|               | 2001 | 2004 | 2007 | 2009 | 2012 | 2014 | 2017 | 2019 | 2022 | 2024 |